# Маргарет Бейлс
Маргарет Енн Бейлс (англ. Margaret Ann Bailes; нар. 23 січня 1951) — американська легкоатлетка, яка спеціалізувалася в бігу на короткі дистанції.

## Із життєпису
Олімпійська чемпіонка в естафеті 4×100 метрів (1968).
Фіналістка Олімпіади-1968 з бігу на 100 метрів (5-е місце) та 200 метрів (7-е місце).
Ексрекордсменка світу в естафеті 4×100 метрів.
Чемпіонка США в бігу на 100 метрів (1968).
Переможниця Відбіркових олімпійських змагань США в бігу на 100 та 200 метрів (1968).
Закінчила спортивну кар'єру наприкінці 1968 року, маючи лише 17 років.

## Основні міжнародні виступи
| Рік  | Змагання         | Місто   | Місце            | Дисципліна | Примітки         |
| ---- | ---------------- | ------- | ---------------- | ---------- | ---------------- |
| 1968 | Олімпійські ігри | Мехіко  | 5                | 100 м      | Відео на YouTube |
| 1968 | 7                | 200 м   | Відео на YouTube |            |                  |
| 1968 | 1                | 4×100 м |                  |            |                  |